# Мір-Газі
Мір-Газі (д/н — 1229) — емір Волзької Болгарії у 1225—1229 роках. Низка дослідників ототожнюють його з Газі-Барадж Бурундаєм.

## Життєпис
Походив з династії Дуло. Син еміра Отяка. Посів трон 1225 року після брата Абдалаха Челбіра. Доклав зусиль для відродження господарства після набігів. Також вимушений був протистояти намірам Юрія Всеволодовича, великого князя Володимирського, розширити свій вплив на мордовські племена. за  підтримки  еміра мордовський бек Пургас у  1227—1229 роках завдав низки поразок володимирським військам.
Помер Мір-Газі 1229 року. Йому спадкував брат Алтинбек.